# 羅伊·詹金斯

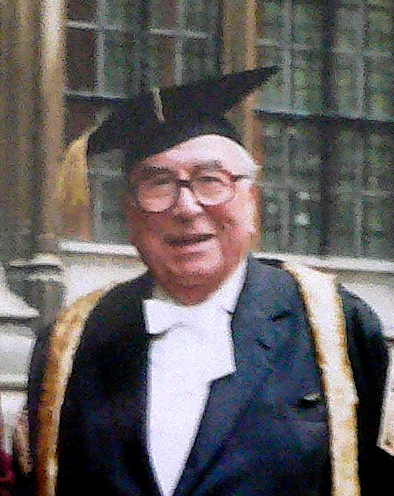
羅伊·詹金斯

罗伊·哈里斯·詹金斯，黑尔海德的詹金斯男爵，OM PC（1920年11月11日—2003年1月5日），功績勳章獲得者，英國樞密院成員，英国政治人物、前歐盟執行委員會主席，為唯一一位英國國籍的歐盟執行委員會主席。他也是一位著名的历史学家和作家。

## 早年政治
詹金斯1948年當選贝比和萨瑟克选区议员，1950年又當選伯明翰选区议员。1964年，工党威尔逊出任首相，由于詹金斯也是工党党员，所以，1965年威尔逊拔擢詹金斯為内务大臣，1967年又擔任财政大臣。

## 短暂下野和再次执政
1970年，威尔逊在选举中失意，詹金斯也随之下野，任影子财政大臣和工党副领袖。1972年，他被威尔逊辞退，但仅一年后，他又复为影子内务大臣。1974年，威尔逊再次出任首相，他也随之为內政大臣。然而，1976年威尔逊怀疑自己患有癌症而辞去了首相一职，詹金斯也辞去了职务，仅保留伯明翰旳议席。詹金斯表示将不会再出现在英国政坛。

## 晚年政治
1977年，詹金斯担任欧盟委员会主席，同时辞去了下议院的议席。然而，詹金斯一直希望能重回英国任职。终于，1981年，詹金斯辞去了欧盟委员会主席一职，并于1982年當選黑尔海德的格拉斯哥选区议员。同年，组织社会民主党，并任该党领袖至1983年。1987年获英女王册封为终身贵族晋升上议院，封号“黑尔海德的詹金斯男爵”，并自1988年起担任自由民主党上议院领袖至1997年。1987年3月获选任牛津大学校监至去世。

## 家庭
罗伊出生在英格兰的威尔士东南部。其父是矿工阿瑟·詹金斯，在他坐牢期间，罗伊参加了1926年总罢工暴动。罗伊的母亲是海蒂·哈里斯，她是钢铁厂总经理的女儿。1945年1月20日，罗伊与珍妮弗·莫里斯结婚。罗伊死于英格兰牛津郡。